# Alan Howard (Manager)
Alan Howard (* 11. September 1963) ist ein britischer milliardenschwerer Hedgefonds-Manager und Mitbegründer von Brevan Howard Asset Management LLP. Im Februar 2013 listete ihn Forbes als einen der 40 bestverdienenden Hedgefonds-Manager. 2014 wurde er auf Platz 53 der britischen Sunday Times Rich List geführt. Laut Forbes beträgt das Nettovermögen von Howard im November 2021 2,8 Milliarden US-Dollar.

## Leben
Howard besuchte die Hasmonean High School und studierte am Imperial College London. 2015 ließ er sich von Sabine Howard scheiden, mit der er vier Kinder hat. Er lebt heute in Genf und ist mit Caroline Byron verheiratet.